# Coronación del emperador del Sacro Imperio Romano Germánico

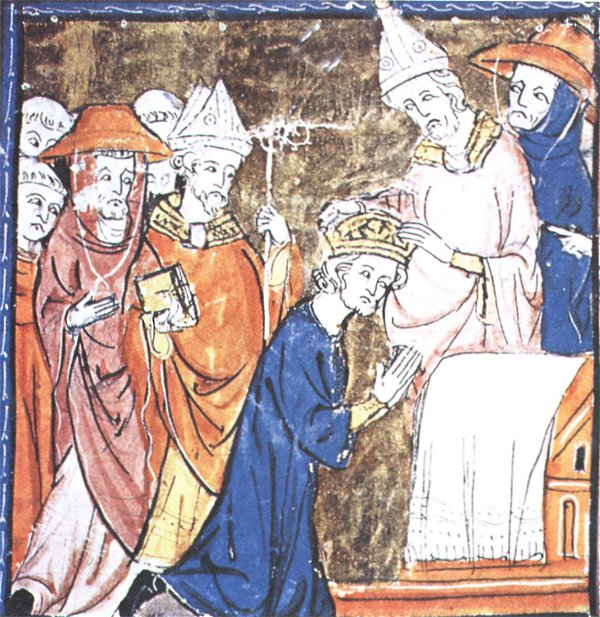
Coronación de Carlomagno por el papa León III

La coronación del emperador del Sacro Imperio Romano Germánico era la ceremonia en la que el gobernante de la entonces entidad política más grande de Europa, el Sacro Imperio Romano Germánico, recibía la Regalia Imperial —joyas del imperio— de manos del papa, lo que simbolizaba tanto el derecho del papa a coronar a los soberanos cristianos como el papel del emperador como protector de la Santa Iglesia católica. Las emperatrices consortes también eran coronadas.
La coronación imperial fue establecida en siglo IX cuando Carlomagno, rey de los francos, fue coronado el día de Navidad del año 800 por el papa León III. Los emperadores posteriores también fueron coronados por el papa o por otros obispos católicos, hasta que Carlos V se convirtió en el último emperador del Sacro Imperio Romano en ser coronado por un papa, por Clemente VII en Bolonia, en 1530. A partir de entonces, y hasta la abolición del imperio en 1806, no hubo más coronaciones por papas. Los gobernantes posteriores simplemente se proclamaban a sí mismos como Imperator Electus Romanorum (Emperador electo de los romanos) después de su elección y coronación como rey alemán, sin la formalidad de una coronación imperial por el papa en Roma.

## Las ceremonias

### Localizaciones de las ceremonias

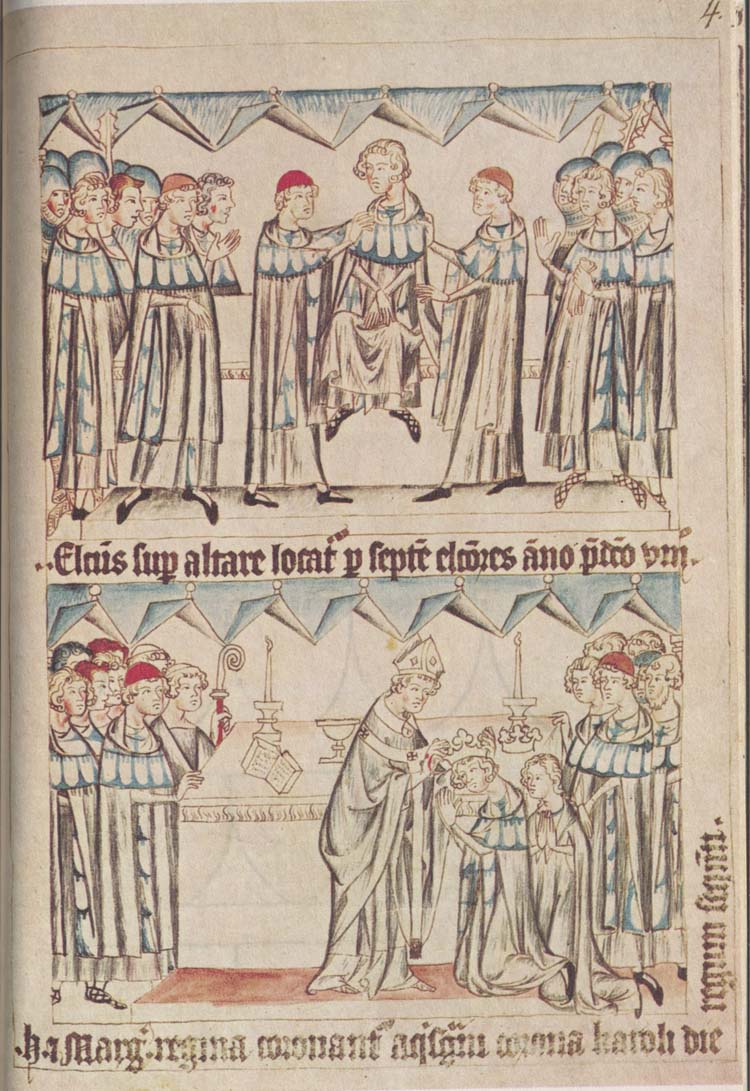
Coronación de Enrique VII del Sacro Imperio Romano Germánico

Los sucesores de Carlomagno, en su mayoría, fueron coronados en Roma, en una ceremonia que se celebrara en la basílica de San Pedro.
Se confería la corona de Hierro de Lombardía (con el título de rey de Italia o rey de los lombardos) en la iglesia de San Ambrosio en Milán o en la catedral de Monza; se otorgaba la del reino de Arlés (Borgoña) en Arlés, y la corona alemana (oficialmente «rey de romanos») se confería hasta 1562 generalmente en Aquisgrán, y a partir de entonces los emperadores electos psaron a ser coronados en otras localidades alemanas, como Ratisbona, Augsburgo o en la catedral de Frankfurt.

### Ritual real germano
La ceremonia de coronación como «rey de romanos» («rey en Germania», según la historiografía moderna alemana) exigía la convocatoria de los electores en la ciudad de Frankfurt, bajo la presidencia del elector-arzobispo de Maguncia , quien formalmente convocaba a los electores y que siempre mantuvo el derecho de la última votación. Una vez que se seleccionaba a un candidato, el nuevo emperador era llevado al altar mayor de la catedral donde se sentaba; luego era conducido a una galería sobre la entrada del coro, donde se sentaba con los electores mientras se proclamaba su elección. La ceremonia de la coronación en sí tenía lugar en un día posterior.
Si la coronación se realizaba (como solía ser habitual antes de 1562) en la capilla Palatina de Aquisgrán  (ahora catedral de Aquisgrán), el arzobispo de Colonia, como obispo diocesano, era el oficiante principal, y contaba con la asistencia de los otros dos electores clérigos, los arzobispos de Maguncia y de Tréveris. Estos tres arzobispos electores se reunían con el emperador electo en la entrada de la iglesia y el arzobispo de Colonia decía la oración: «Dios todopoderoso y eterno, su siervo...». Entonces el coro cantaba la antífona: «Ecce mitto Angelum meum...» [He aquí, envié a mi ángel ...  ...], cuando el emperador electo y luego los arzobispos entraban en la iglesia. El arzobispo de Colonia decía entonces las oraciones: «Dios, quién conoce a la raza humana...»  y «Dios todopoderoso y eterno del cielo y la tierra...». Entonces daba comienzo la misa, siendo propuestas las que correspondían a la fiesta de la Epifanía. Después de la apertura se decía la colecta de la fiesta de San Miguel. Después de que se cantase la secuencia de la letanía de los santos, el arzobispo de Colonia hacía seis preguntas al emperador electo:
- 1. ¿Defenderá la santa fe?
- 2. ¿Defenderá a la santa iglesia?
- 3. ¿Defenderá el reino?
- 4. ¿Mantendrá las leyes del Imperio?
- 5. ¿Mantendrá la justicia?
- 6. ¿Mostrará la debida sumisión al Papa?

Y a cada una de estas respondía él respondía: «Lo haré». El emperador electo ponía luego dos dedos sobre el altar y juraba. Luego seguía el reconocimiento, cuando se presentaba al Emperador electo y se le preguntaba si los reunidos lo aceptaban como su rey, a lo que respondían: «Que se haga» tres veces.
El arzobispo de Colonia decía luego las oraciones: «Bendice, Señor, este rey, ...» y «Dios inefable, ...» y después lo ungía con el aceite de los catecúmenos en su cabeza, su pecho y sus hombros, diciendo: «Te ungí rey con el aceite de santificación en el nombre del Padre y del Hijo y del Espíritu Santo Amén» y luego en las palmas de ambas manos, diciendo: «Sean estas manos ungidas, como los reyes y los profetas fueron ungidos y como Samuel ungió a David como rey, que sea bendecido y establecido como rey en este reino sobre este pueblo, a quien el Señor, tu Dios, te ha dado para mandar y gobernar, lo que da el favor de otorgar, quien con el Padre y el Espíritu Santo vive y reina...» y en las palmas de ambas manos. Luego se le vestía con la túnica imperial, que incluía los arbustos, una larga alba, un dalmático, una estola que cruzaba sobre el pecho, los guantes y el manto. La espada se le daba al rey alemán con las palabras: «Reciba esta espada de manos de nosotros los obispos...».  El anillo le era entregado con las palabras: «Recibe este anillo de dignidad real...». El cetro y el orbe se le daban al rey con las palabras: «Recibe esta vara de virtud y equidad...». Finalmente, la corona esa puesta sobre su cabeza conjuntamente por los tres arzobispos electores con las palabras «Recibe esta corona real...». Se le tomaba nuevamente juramento, esta vez en forma directa, tanto en latín como en alemán: «Prometo y prometo a los ojos de Dios...». Con el responsorio «Mi alma es anhelo...» el rey era entronizado  con las palabras, «Permanece rápido y sosténla firmemente... » En la coronación de Carlos V, el arzobispo-elector de Maguncia predicó una homilía en este punto.
Seguía la coronación de la reina consorte y era oficiada conjuntamente por los arzobispos-electores de Maguncia y Tréveris. Luego se cantaba el Te Deum, momento en el que en la coronación de Carlos V éste apodó a varios caballeros con la espada imperial, aunque en las coronaciones posteriores eso tuvo lugar después de la coronación propiamente dicha. Luego se concluía la misa, durante la cual el rey comulgaba. Cada vez que se realizaban las coronaciones en Aix-la-Chapelle, el nuevo rey se convertía en canónigo de la iglesia a su conclusión.   De 1562 a 1792, la coronación alemana tuvo lugar ante el Altar de San Bartolomé, en el crucero de la catedral de Frankfurt.

### Ritual imperial romano
La coronación imperial romana evolucionó a lo largo de los mil años de existencia del imperio desde un ritual originalmente muy simple (pero que por su misma simplicidad mostraba más claramente sus orígenes en su contraparte bizantina) hasta uno de creciente complejidad. El manuscrito más antiguo que recoge el ritual de coronación imperial romana se encuentra en el códice de Gemunden del siglo IX y, aunque no se sabe para quién estaba destinado (si es que lo era para alguien), el ritual descrito permite atisbar las formas que se habrían utilizado con el mismo Carlomagno. El ritual comenzaba con una breve oración para el emperador, «Escucha nuestra oración, Señor, y las de tu siervo ...». A esto seguía inmediatamente la oración: «Mira, Dios Todopoderoso, con mirada serena a este, tu glorioso servidor...», en la que se colocaba una corona de oro sobre la cabeza del emperador durante las palabras de la frase final de este oración: «Por quien el honor y la gloria son vuestros a través de las edades infinitas. Amén». Luego se le entregaba una espada al emperador con las palabras: «Recibe esta espada de manos de los obispos, quienes, aunque indignos, están consagrados para estar en el lugar y autoridad de los santos Apóstoles, te la entregan, con nuestra bendición, para servir en la defensa de la santa Iglesia, ordenada divinamente, y recordar de quién el salmista profetizó diciendo: «Cíñete la espada en el muslo, oh Más Poderoso, para que con ella puedas ejercer la equidad», una forma que tendría una larga historia tanto en el ritual de coronación imperial como en otros numerosos rituales de coronación reales europeos. Luego se cantaban las Laudes Imperiale (una serie de aclamaciones formales que se originaron en la época romana, ver más abajo). La ceremonia tenía lugar tradicionalmente en la ciudad italiana de Bolonia.

#### La coronación imperial de Federico I Barbarroja en 1155
La coronación imperial de Federico I Barbarroja en 1155 fue la forma más desarrollada durante la Alta Edad Media. Antes de la coronación propiamente dicha, el emperador fue en procesión primero a la iglesia de Santa María en Turri, donde juró proteger  a la Iglesia romana, «En el nombre de Cristo, yo, Federico, el Emperador, prometo, juro y garantizo ante los ojos de Dios y del bendito apóstol Pedro que seré el protector y defensor de esta santa Iglesia romana en todas las formas útiles para ella, sin importar cuántas, en la medida en que cuente con el apoyo de la asistencia divina de acuerdo con mi conocimiento y capacidad». El grupo imperial se dirigió luego a la basílica de San Pedro.
El emperador fue recibido en la puerta de plata de San Pedro por el cardenal obispo de Albano, quien rezó la oración «Dios en cuyas manos están los corazones de los reyes...». Luego entró en la iglesia, donde el cardenal obispo de Oporto recitó la oración: «Dios inescrutable, autor del mundo...» El emperador subió luego al coro y se cantó la Letanía de los Santos mientras el emperador yacía postrado ante el altar de San Pedro. El emperador fue luego al altar de San Mauricio, el santo patrón del Imperio, donde el cardenal obispo de Ostia lo ungió en el antebrazo derecho y en la nuca con el óleo de los catecúmenos mientras rezaba la oración: «Señor Dios con quien es todo poder...» o la oración «Dios el Hijo de Dios...». A continuación, el emperador se dirigió al altar de San Pedro, donde el papa le entregó una espada con las palabras, «Recibe la espada imperial para la reivindicación del mal...» y luego lo besó. El papa luego ciñó al emperador con la espada diciendo: «Recibe la espada en tu muslo...» y lo besó de nuevo. El emperador blandió la espada y la devolvió a su vaina. A continuación, el papa entregó el cetro al emperador con las palabras: «Recibe el cetro real, la vara de la virtud...» y finalmente lo coronó con las palabras «Recibe el signo de la gloria...» y besó al emperador un tercera vez. Los alemanes presentes cantaron las Laudes Imperiale en alemán y se celebró la misa.

#### La coronación imperial de Enrique VI y de Constantia en 1191
En la coronación de Enrique VI y de Constantia se ve el ritual imperial romano sustancialmente en su forma final, del que el ritual de coronación imperial usado por Enrique VII en 1312 y el que se encuentra en el Pontifical Romano de 1520 difieren solo en ciertos detalles. El emperador y la emperatriz fueron en procesión a Santa María en Turri, el coro cantó: «He aquí que los ángeles son enviados...» (1312 - El emperador fue recibido como hermano canónigo por los canónigos de la iglesia y vestido con una sobrepelliz y un almuce.) El emperador hizo el juramento de defender a la Iglesia romana y juró fidelidad al papa y a sus sucesores y besó los pies del papa. El papa dio al emperador el beso de la Paz y la procesión salió hacia la basílica de San Pedro, mientras el coro cantaba: «Bendito sea el Señor Dios de Israel...»
En la puerta de Plata de la basílica, el cardenal obispo de Albano rezó la oración: «Dios en cuyas manos están los corazones de los reyes...» Cuando el papa entró en la basílica, se cantó el responsorio «Pedro, me amas...». En la Rota porfiretica el papa hizo varias preguntas al emperador sobre su fe y su deber y luego se retiró a vestirse para la misa. El cardenal obispo de Oporto dijo la oración: «Dios inescrutable, autor del mundo...» El emperador fue a la capilla de San Gregorio, donde se le reviste de amito, alba  y cíngulo y luego fue conducido al papa, quien lo convirtió en clérigo. El emperador se revistió de túnica, dalmática, capa pluvial, mitra, coturnos y sandalias. Mientras tanto, el cardenal obispo de Ostia se dirigió a la puerta de Plata donde la emperatriz estaba esperando y al encontrarla dijo la oración: «Todopoderoso, Dios eterno, fuente y fuente de bondad...» y luego la condujo al altar de San Gregorio para esperar la procesión del papa.
El papa procedió a la confesión de San Pedro y comenzó la misa. Después del Kyrie, mientras el emperador y la emperatriz yacían postrados ante la Confesión, el archidiácono cantó las Letanías de los Santos. El emperador y la emperatriz se levantaron y fueron al altar de San Mauricio donde el cardenal obispo de Ostia ungió al emperador con el óleo de los catecúmenos en su antebrazo derecho y en la nuca, mientras decía las oraciones: «Señor Dios Todopoderoso con quien es todo el poder...» y «Dios el Hijo de Dios...». El cardenal obispo de Ostia luego dijo la oración, «Dios, que es el único que tiene la inmortalidad...» para la emperatriz y luego la ungió en el pecho con el óleo de los catecúmenos mientras decía: «La gracia del Espíritu Santo a través de mi humilde ministerio descienda sobre vosotros copiosamente...».
Luego, el papa descendió del altar de San Mauricio (y en 1312, besó al emperador «a la manera de un diácono»). Luego, el papa le dio al emperador un anillo con las palabras, «Recibe este anillo el testimonio visible de la santa fe...» y luego la breve oración «Dios con quien es todo el poder...» (una versión mucho más corta de la oración dicha en la unción). El papa ciñió la espada al emperador con las palabras «Recibe esta espada con la bendición de Dios...» y la oración «Dios cuya providencia...» y luego coronó al emperador con las palabras «Recibe la corona de excelencia real...» El papa le dio al emperador el cetro con las palabras «Recibe el Cetro del poder real, la vara de la rectitud real, el bastón de la virtud...» y la oración, «Señor, fuente de todo honor... ». El papa regresó al altar de San Pedro y se cantó la Gloria in excelsis y el papa dijo la colecta, «Dios de todos los reyes...». (En las coronaciones de 1312 y posteriores, esto se hizo después de la colecta de la festividad y después de esas colectas se cantaron los Laudes Imperiale). Se cantó la Epístola y la gradual. 
(En las coronaciones de 1312 y posteriores, las investiduras con las insignias imperiales tuvieron lugar después de la gradual. El papa colocó una mitra en la cabeza del emperador con las puntas «a la derecha y a la izquierda» y lo coronó con las palabras: «Reciba el signo de gloria...» Luego se le dio la espada al emperador y se la ciñió, después de lo cual él la blandió tres veces. El Orb se colocó en la mano derecha del emperador y el Cetro en su mano izquierda con las palabras, «Recibe la Vara de la virtud y la verdad...» y el emperador fue coronado y luego besó los pies del papa. El papa colocó una mitra en la «cabeza de la emperatriz con las puntas a la derecha y a la izquierda» y la coronó con las palabras: «Bendecida solemnemente como emperatriz por nuestro indigno ministerio, recibe la corona de la excelencia imperial...»)
Se cantan los Laudes Imperiale y luego el emperador lee el Evangelio. En el Ofertorio el emperador ofrece pan, velas y oro y el emperador ofrece al Papa el vino y a la emperatriz el agua para el cáliz. (en 1312, el emperador sirvió al papa 'como subdiácono ofreciéndole el cáliz y la vinagrera de agua.) Tanto el emperador como la emperatriz se comunican y en 1312 después de la Comunión el emperador besa la mejilla del papa y la emperatriz besa la mano del papa. (Después de 1312 al final de la Misa, el papa, si lo deseaba, podía decir las oraciones: «Mira, te lo pedimos, Señor, con semblante sereno...», «Bendice, Señor, te lo pedimos, este príncipe..»  o «Dios, Padre de eterna gloria...»).
Al salir de la basílica, el emperador juró en tres lugares mantener los derechos y privilegios del pueblo romano.
El ritual de la coronación imperial romana tenía ciertos elementos únicos que lo distinguían de los rituales de coronación desarrollados en los rituales de coronación reales europeos, por ejemplo, el carácter estacionario del ritual en el que las partes individuales del ritual tenían lugar en diferentes partes de la basílica papal (generalmente la de San Pedro en el Vaticano) y la coronación imperial es bastante singular porque no tiene una entronización solemne del monarca (o incluso ningún uso de un trono) en su ritual. En lugar de un ritual de entronización, se encuentra el canto de Laudes Regiae, que era paralelo en forma e importancia a su contraparte imperial bizantina. De hecho, solo aquellos rituales de coronación europeos que fueron modelados directamente sobre el ritual imperial romano, es decir, la coronación papal y el ritual de coronación real en el Pontificio Romano, también incluyen dicho canto de Laudes. La costumbre de que los emperadores fueran a Roma para ser coronados fue observada por última vez por Federico III en 1440; su nieto, Carlos V, fue coronado por el papa en Bolonia en 1530; después de eso solo se celebró el ritual de la coronación alemana.

### Coronaciones de los emperadores latinos de Constantinopla
R. M. Woolley afirma que los relatos de las coronaciones de los emperadores latinos de Constantinopla son muy escasos y que no proporcionan ningún registro de los textos reales utilizados en esas ceremonias, pero que por lo que se registra se puede suponer que esas coronaciones imperiales se inspiraban en las formas utilizadas en las coronaciones de los emperadores del Sacro Imperio Romano Germánico, en lugar de en las utilizadas tradicionalmente para las coronaciones de los emperadores bizantinos.

### Coronas usadas en las ceremonias

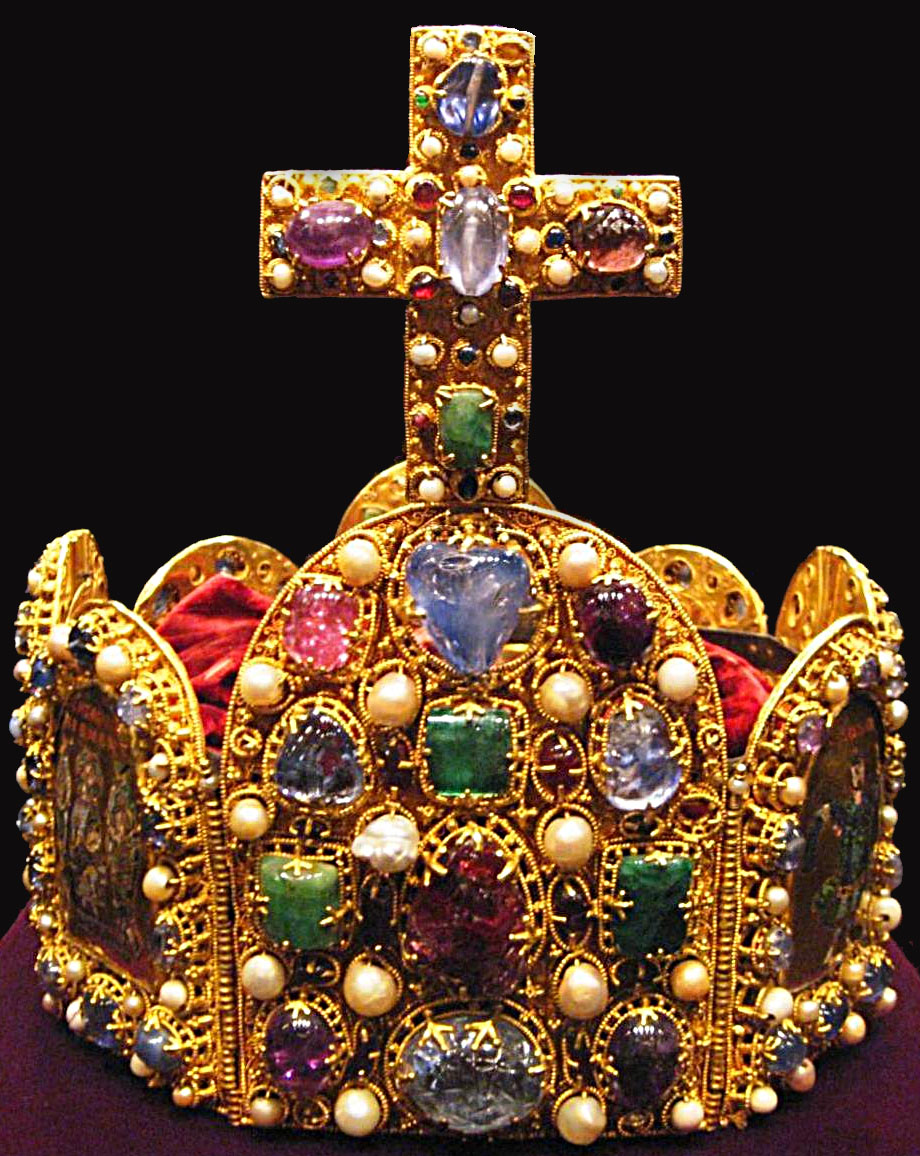
Corona Imperial del Sacro Imperio Romano Germánico

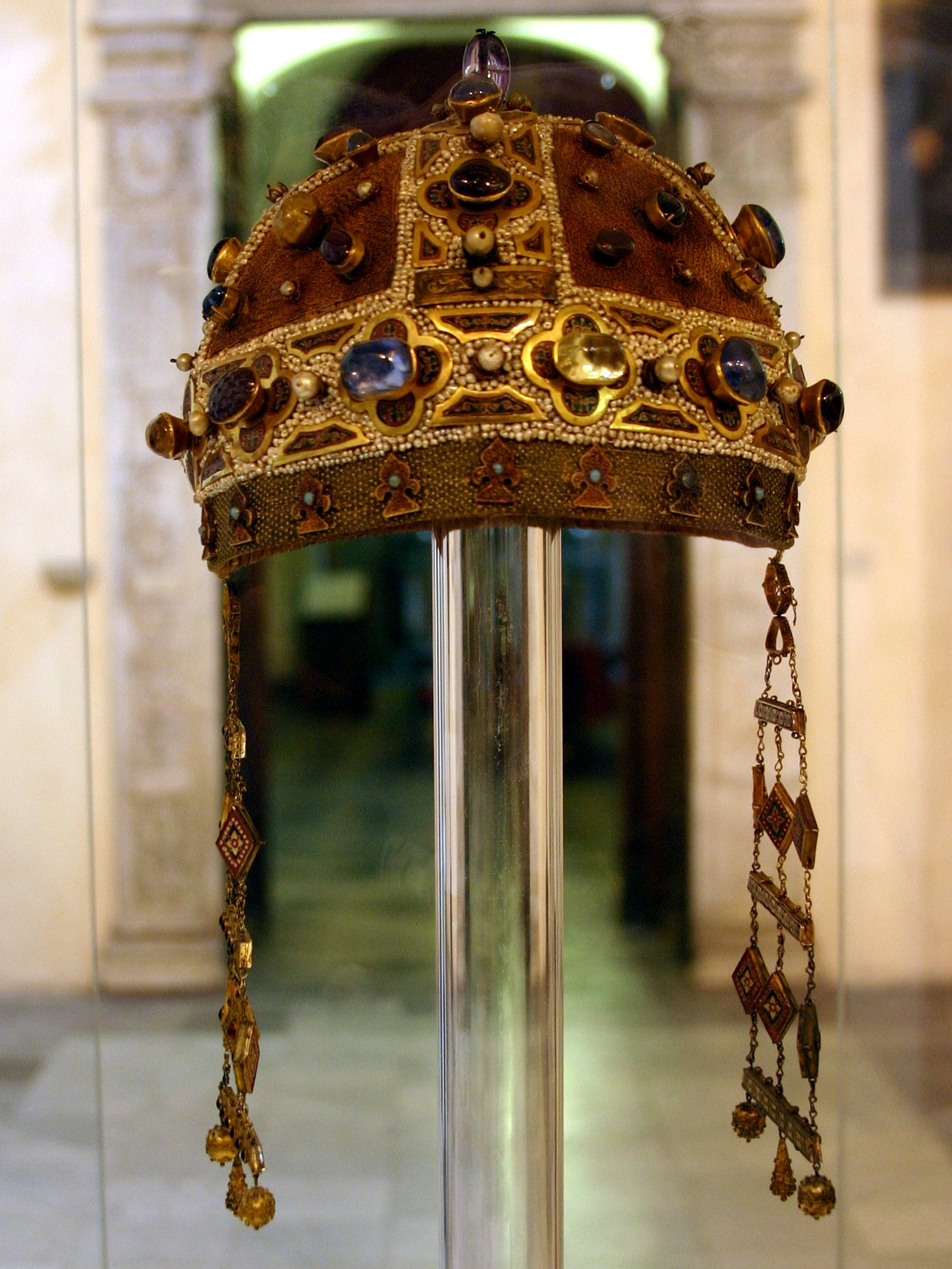
Corona de Constanza de Aragón.

No está claro qué corona se usaba en las coronaciones reales alemanas o en la coronación imperial romana. Lord Twining sugiere que cuando las coronaciones reales alemanas todavía tenían lugar en Aquisgrán, se usaba la corona de plata dorada sobre el busto relicario de Carlomagno, ya que la corona imperial o Reichskrone está hecha de oro. Esto se ve reforzado por fuentes medievales que se refieren a la Corona de Hierro de Italia, a la corona de plata de Alemania y a la corona de oro del Imperio romano. Twining indica que tampoco está claro qué corona se usaba en las coronaciones imperiales en Roma, e indica que la Corona Imperial podría haber sido usada por el emperador electo para su entrada formal en la ciudad de Roma, siendo utilizado en el propio ritual de coronación imperial otra corona de oro, tal vez proporcionada por el papa. Una de estas últimas coronas, específicamente la que se usó para la coronación imperial de Federico II, puede ser la corona cerrada de estilo bizantino que se encuentra en la tumba de su madre, Constanza de Sicilia, en la catedral de Palermo. Aparentemente, una vez que Frankfurt se convirtió en el sitio habitual para las coronaciones reales alemanas, siempre se usó la Corona Imperial y, por lo tanto, finalmente se identificó como la Corona de Carlomagno.
La corona imperial fue hecha originalmente para Otón I (probablemente en los talleres de la abadía de Reichenau), con el arco único de la corona que iba de adelante hacia atrás separando originalmente las dos mitades de la tapa interior ahora colapsada como la cinta que de manera similar provocó que las mitras del décimo obispo se abultaran a ambos lad. Así, la corona imperial fue el primer ejemplo de la corona de mitra usada como un privilegio único de los emperadores y emperatrices del Sacro Imperio Romano Germánico. Posteriormente, las coronas personales de los emperadores se usaron sobre mitras con puntas como las mitras de los obispos contemporáneos, y la mitra finalmente se convirtió en parte de la corona misma, aunque en el período barroco las dos mitades de la mitra tomaban la forma de dos hemisferios.

### Laudes Imperiales
| Cantores:                                     | Respuesta:                                                                           |
| --------------------------------------------- | ------------------------------------------------------------------------------------ |
| Escucha, oh Cristo                            | Vida a nuestro Señor, decretado por Dios, sumo pontífice y Padre Universal           |
| Escucha, oh Cristo                            | Escucha, oh Cristo                                                                   |
| Salvador del mundo                            | Tu que eres (nuestro) Socorro                                                        |
| Escucha, oh Cristo                            | Vida a nuestro Señor, ese Augusto coronado por Dios, el gran y pacificador Emperador |
| Santa María                                   | Tu que eres (nuestro) Socorro                                                        |
| Santa María                                   | Tu que eres (nuestro) Socorro                                                        |
| Santa María                                   | Tu que eres (nuestro) Socorro                                                        |
| Escucha, oh Cristo                            | Y vida a los excelentísimos hijos del Rey                                            |
| San Pedro                                     | Tu que eres (nuestro) Socorro                                                        |
| San Pedro                                     | Tu que eres (nuestro) Socorro                                                        |
| San Pedro                                     | Tu que eres (nuestro) Socorro                                                        |
| Escucha, oh Cristo                            | Vida y victoria al ejército de los francos, romanos y germanos                       |
| San Teodoro                                   | Tu que eres (nuestro) Socorro                                                        |
| San Teodoro                                   | Tu que eres (nuestro) Socorro                                                        |
| San Teodoro                                   | Tu que eres (nuestro) Socorro                                                        |
| Cristo conquista, Cristo reina, Cristo manda  | Cristo conquista, Cristo reina, Cristo manda.                                        |
| Cristo conquista, Cristo reina, Cristo manda, | Cristo conquista, Cristo reina, Cristo manda.                                        |
| Rey de reyes, Cristo conquista, Cristo reina  | Rey de reyes, Cristo conquista, Cristo reina.                                        |

| Más aclamaciones: |
| --- |
| Nuestro Rey, Cristo vence, Cristo reina. Nuestra esperanza, Cristo conquista. Nuestra Gloria, Cristo vence. Nuestra Misericordia, Cristo vence, Nuestra Ayuda, Cristo vence. Nuestra fuerza, Cristo vence. Nuestra Victoria, Cristo vence. Nuestra Liberación y Redención, Cristo vence. Nuestra Victoria, Cristo conquista. Nuestra Armadura, Cristo conquista. Nuestra Muralla Impregnable, Cristo vence. Nuestra defensa y exaltación, Cristo vence. Nuestra Luz, Camino y Vida, Cristo vence. Sólo a Él sea el mando, la gloria y el poder por los siglos de los siglos. Amén. Sólo a él sea el vigor, la fuerza y la victoria por los siglos de los siglos. Amén. Sólo a él sea el honor, la alabanza y el júbilo por las infinitas edades de los siglos. Amén.11 . |

## Emperatrices y reinas
Hasta, incluida, la coronación de Richenza de Northeim en Colonia en 1125, las emperatrices del Sacro Imperio Romano y las reinas alemanas solían ser ungidas y coronadas por separado de sus maridos, a menos que las circunstancias políticas requirieran una ceremonia conjunta. A partir de entonces, las ceremonias conjuntas de coronación fueron más habituales.

## Lista de coronaciones imperiales romanas
| Emperador | Emperador                     | Fecha de coronación       | Oficiante                      | Localización    | Dinastía              |
|           | Carlomagno (742-814)          | 25 de diciembre de 800    | Papa León III                  | Roma, Italia    | Dinastía carolingia   |
|           | Luis I Pío (778-840)          | 5 de octubre de 816       | Papa Esteban IV                | Reims, Francia  | Dinastía carolingia   |
|           | Lotario I (795-855)           | 5 de abril de 823         | Papa Pascual I                 | Roma, Italia    | Dinastía carolingia   |
|           | Luis II de Italia (825-875)   | 850                       | Papa León IV                   | Roma, Italia    | Dinastía carolingia   |
|           | Carlos II el Calvo (823-877)  | 25 de diciembre de 875    | Papa Juan VIII                 | Roma, Italia    | Dinastía carolingia   |
|           | Carlos III el Gordo (839-888) | 12 de febrero de 881      | Papa Juan VIII                 | Roma, Italia    | Dinastía carolingia   |
|           | Guido (855-894)               | 21 de febrero de 891      | Papa Esteban V                 | Roma, Italia    | Dinastía Guidoni      |
|           | Lamberto (¿-898)              | 30 de abril de 892        | Papa Formoso                   | Ravena, Italia  | Dinastía Guidoni      |
|           | Luis III el Ciego (¿-898)     | 15 o 22 de febrero de 901 | Papa Benedicto IV              | Roma, Italia    | Bosónidas             |
|           | Berengario (845-925)          | diciembre de 915          | Papa Juan X                    | Roma, Italia    | Bosónidas             |
|           | Otón I el Grande (912-973)    | 2 de febrero de 962       | Papa Juan XII                  | Roma, Italia    | Dinastía sajona       |
|           | Otón II (955-983)             | 25 de diciembre de 967    | Papa Juan XIII                 | Roma, Italia    | Dinastía sajona       |
|           | Otón III (980-1002)           | 21 de mayo de 996         | Papa Gregorio V                | Monza, Italia   | Dinastía sajona       |
|           | Enrique II (973-1024)         | 14 de febrero de 1014     | Papa Benedicto VIII            | Roma, Italia    | Dinastía sajona       |
|           | Conrado II (990-1039)         | 26 de marzo de 1027       | Papa Juan XIX                  | Roma, Italia    | Dinastía salia        |
|           | Enrique III (1017-1056)       | 25 de diciembre de 1046   | Papa Clemente II               | Roma, Italia    | Dinastía salia        |
|           | Enrique IV (1050-1106)        | 31 de marzo de 1084       | Antipapa Clemente III          | Roma, Italia    | Dinastía salia        |
|           | Enrique V (1086-1125)         | 13 de abril de 1111       | Papa Pascual II                | Roma, Italia    | Dinastía salia        |
|           | Lotario II (1075-1137)        | 4 de junio de 1133        | Papa Inocencio II              | Roma, Italia    | Supplinburgo          |
|           | Federico I (1122-1190)        | 18 de junio de 1155       | Papa Adriano IV                | Roma, Italia    | Dinastía Hohenstaufen |
|           | Enrique VI (1165-1197)        | 14 de abril de 1191       | Papa Celestino III             | Roma, Italia    | Dinastía Hohenstaufen |
|           | Otón IV (1175-1218)           | 4 de octubre de 1209      | Papa Inocencio III             | Roma, Italia    | Casa de Welf          |
|           | Federico II (1194-1250)       | 22 de noviembre de 1220   | Papa Honorio III               | Roma, Italia    | Dinastía Hohenstaufen |
|           | Enrique VII (1275-1313)       | 29 de junio de 1312       | Cardenales gibelinos           | Roma, Italia    | Casa de Luxemburgo    |
|           | Luis IV (1282-1347)           | 17 de enero de 1328       | Sciarra Colonna                | Roma, Italia    | Casa de Wittelsbach\| |
|           | Carlos IV (1316-1378)         | 5 de abril de 1355        | cardenal del Papa Inocencio VI | Roma, Italia    | Casa de Luxemburgo    |
|           | Segismundo I (1368-1437)      | 31 de mayo de 1433        | Papa Eugenio IV                | Roma, Italia    | Casa de Luxemburgo    |
|           | Federico III (1415-1493)      | 19 de marzo de 1452       | Papa Nicolas V                 | Roma, Italia    | Casa de Habsburgo     |
|           | Carlos V (1500-1558)          | 24 de febrero de 1530     | Papa Clemente VII              | Bologna, Italia | Casa de Habsburgo     |